# Erymophyllum
Erymophyllum é um género botânico pertencente à família Asteraceae.